# Placa índica

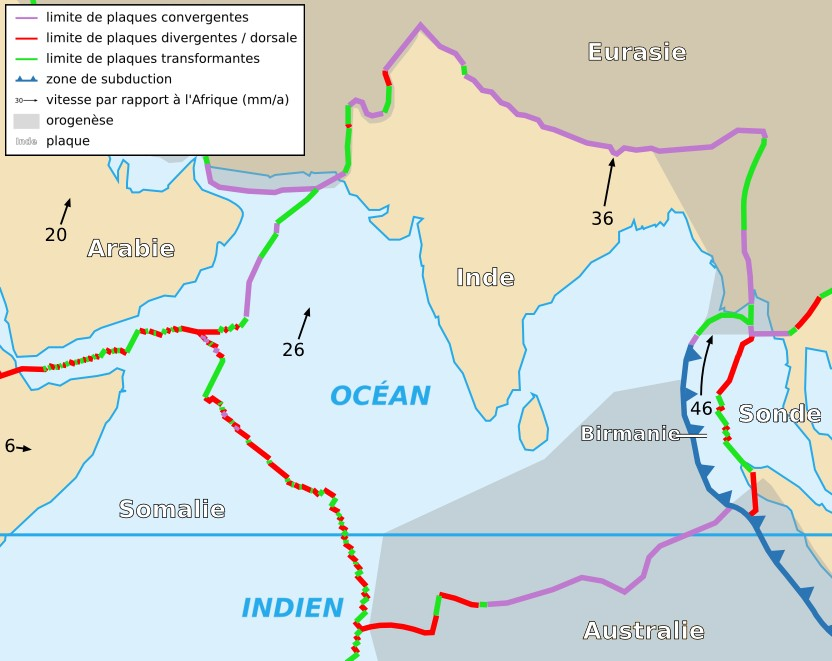
Mapa de la placa índica.

La placa índica, o placa de l'Índia és una placa tectònica de la litosfera terrestre. La seva superfície és de 0,306 37 estereoradiants. Els geòlegs consideraven que la placa índica i la placa australiana eren una sola placa i l'anomenaven placa indo-australiana. Des del descobriment d'una zona de falles i de deformacions a l'oceà Índic entre Sumatra i les illes Chagos, les dues plaques es consideren com a entitats diferenciades.
La placa índica cobreix les planures de l'Indus, del Ganges, del Brahmaputra (plana indo-gangètica), de l'Irauadi, el Dekkan i de Sri Lanka, l'est del mar d'Aràbia, el nord de l'oceà Índic i el golf de Bengala, incloent-hi les illes Maldives, i el nord de les illes Chagos.està en contacte amb les plaques eurasiàtica, aràbiga, somali, australiana i birmana. Els seus límits amb les altres plaques estan formats per la fossa de l'arc de la Sonda sobre la costa oest de les illes Andaman i de la dorsal central de l'oceà Índic.
El subcontinent indi abans formava Gondwana, un supercontinent format durant el neoproterozoic tardà i el paleozoic inicial, que va començar a trencar-se durant el Mesozoic. La placa índica va separar-se de l'Antàrtida fa 130-120 milions d'anys i de Madagascar fa uns 90 milions d'anys, va derivant posteriorment cap al nord-est, xocant amb la placa euroasiàtica fa gairebé 55 milions d'anys, cap al final del Paleocè. La zona on es troben la placa eurasiàtica i la placa índica roman activa geològicament, propensa a terratrèmols importants.
El desplaçament de la placa índica és en direcció nord, a una velocitat de 6,00 cm a l'any, a una velocitat de rotació d'1,1034° cada milió d'anys segons un pol eulerià situat a 60° 49' de latitud Nord i 30° 40' de longitud Oest.